# Robert Williams (chanteur)
Pour les articles homonymes, voir Robert Williams et Williams.
Ne pas confondre avec le chanteur britannique Robbie Williams
Robertos-Konstantinos Williams, en grec moderne : Ροβέρτος-Κωνσταντίνος Ουίλιαμς (né le 4 décembre 1949 à Athènes, mort le 21 août 2022 dans la même ville) est un chanteur et auteur-compositeur grec. Dans un quatuor avec Paschalis, Marianna et Béssy, il représente la Grèce au Concours Eurovision de la chanson 1977 avec Máthema solfege.

## Biographie
Robert Williams a un père britannique et une mère grecque. Après avoir terminé ses études secondaires, il travaille pendant un certain temps en Rhodésie.
Au début des années 1970, il est le guitariste et chanteur du groupe de rock Poll (en), auquel participent également Kóstas Tournás, Spyros Mavroyiannis, Stavros Logarídis, Nasia Sandi et Mary Glass. En 1974, il entame une carrière solo. Son premier album sort en 1974 avec son nom. En 1976, il remporte un grand succès avec la chanson Mila mou, qui sera dans l'album Esy ki ego.
En 1977, il représente la Grèce au Concours Eurovision de la chanson avec Paschalis Arvanitidis, Marianna Toli et Béssy Argyráki. La chanson Máthema solfege atteint la cinquième place.
Par la suite, il sort plusieurs autres albums, sans succès. Il change de carrière et commence à composer, d'abord des publicités.
En 1991, il écrit la musique et les paroles de plusieurs chansons de la série télévisée Lampsi de Níkos Fóskolos, notamment la chanson d'ouverture Mes si przeseksi mou.
Dans une interview en 2013, il déclare travailler pour l'OSDEL, l'organisme chargé des droits d'auteur des chanteurs.
Il compose un hymne pour le parti Nouvelle Démocratie.
Il meurt le 21 août 2022 d'un cancer du pancréas diagnostiqué en mars.